# Lasbek
Lasbek est une commune allemande du Schleswig-Holstein, située dans l'arrondissement de Stormarn (Kreis Stormarn), à huit kilomètres au sud de la ville de Bad Oldesloe. Lasbek fait partie de l'Amt Bad Oldesloe-Land (« Bad Oldesloe-campagne ») qui regroupe neuf communes autour de Bad Oldesloe.

## Lieux et monuments
Dans le nord-est de la commune, près de Barkhorst, se situe le manoir de Krummbek.